# قليل القسيمات

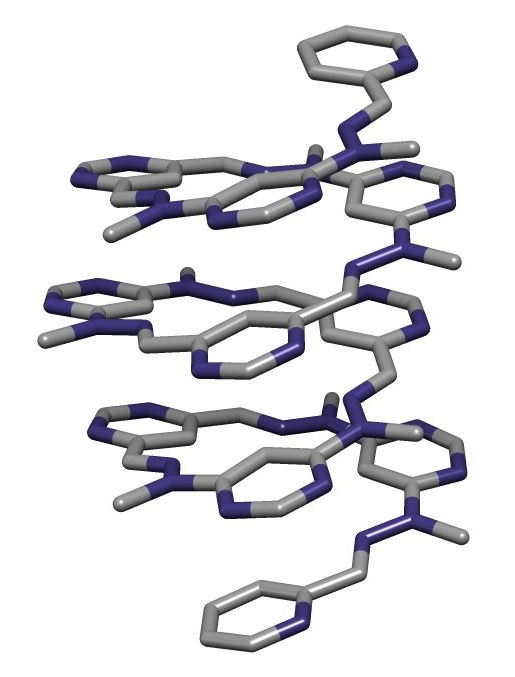

قليل القسيمات أو قليل الوحدات أو الأوليغومر (بالإنجليزية: Oligomer)‏ في الكيمياء هو مركب يتكون من عدد محدود من المونومرات («أوليجو» كلمة يونانية تعنى «قليل»)، وهذا عكس البوليمر، الذي يتكون من عدد وحدات (مونومرات) لا نهائية.
في الكيمياء الحيوية، يستخدم المصطلح قليل الوحدات لشريط قصير مفرد من حمض نووي ريبوزي منقوص الأكسجين، وغالبا ما يستخدم في تجارب التهجين (المحدودة بشرائح الزجاج وأغشية النايلون). ما يمكن أن يرجع المصطلح أيضا لمعقد البروتين المتكون من وحدتان أو أكثر. وفي هذه الحالة يسمى المعقد المتكون من وحدات بروتين مختلفة «قليل وحدات غير متماثل»، وفي حالة تماثل وحدات البروتين يسمي «قليل وحدات متماثل».